# Першине (Воронезька область)
Першине (рос. Першино) — село у Нижньодівицькому районі Воронезької області Російської Федерації.
Населення становить 900 осіб. Входить до складу муніципального утворення Першинське сільське поселення.

## Історія
Населений пункт розташований у історичному регіоні Чорнозем'я. Від 1928 року належить до Нижньодівицького району, спочатку в складі Центрально-Чорноземної області, а від 1934 року — Воронезької області.
Згідно із законом від 15 жовтня 2004 року входить до складу муніципального утворення Першинське сільське поселення.

## Населення
| 2010 | 2012 | 2013 | 2014 | 2015 | 2016 | 2017 |
| ---- | ---- | ---- | ---- | ---- | ---- | ---- |
| 933  | ↘922 | ↗928 | ↘915 | ↘897 | ↘890 | ↗907 |
| 2018 |      |      |      |      |      |      |
| ↘900 |      |      |      |      |      |      |